# Смещение к настоящему
Смещение к настоящему (англ. Present bias) — поведенческий феномен, возникающий из-за неустойчивости межвременны́х предпочтений индивидов. Характеризует ситуации, когда полезность ближайшего будущего дисконтируется сильнее, чем полезность отдалённого будущего. Впервые был исследован в 1981 году экономистом Ричардом Талером. Концепция активно разрабатывается в современных прикладных исследованиях в поведенческой экономике и психологии.

## Содержание понятия
Полезность индивида за несколько периодов может быть выражена как дисконтированная сумма полезностей за каждый период, приведённая к настоящему моменту:
{\displaystyle U=\textstyle \sum _{t=0}^{T}\displaystyle D(t)*U_{t}}
где {\displaystyle D(t)} - функция дисконтирования, такая что {\displaystyle D'(t)\leq 0,D(0)=1}
Предпочтения считаются устойчивыми во времени, если {\displaystyle \forall (t,s>t)} и наборов действий {\displaystyle (c_{t},...,c_{s-1})}
{\displaystyle U(c_{t},...,c_{s-1},c_{s}...,c_{T})\geq U(c_{t},...,c_{s-1},c'_{s}...,c'_{T})\Rightarrow U(c_{s}...,c_{T})\geq U(c'_{s}...,c'_{T})}
Единственной устойчивой и наиболее часто используемой функцией дисконтирования является экспоненциальная функция дисконтирования:
{\displaystyle D(t)=\delta ^{t}}
{\displaystyle 0<\delta \leq 1}
В лабораторных экспериментах в форме гипотетического выбора между возможностью получить определённое благо или денежную сумму раньше  (например $15) или больше, но позже (например $30 через год), многие участники выбирают опцию "раньше", если речь идёт о получении $15 сейчас, однако выбирают опцию "позже", если  речь идёт о выборе между двумя периодами в будущем. Полученные результаты не согласуются с концепцией устойчивых во времени предпочтений.

## Моделирование смещения к настоящему
В современных исследованиях для оценки степени смещения к настоящему широко используется квазигиперболическая функция дисконтирования, предложенная Дэвидом Лейбсоном:
{\displaystyle U=U_{0}+\beta *\textstyle \sum _{t=1}^{T}\displaystyle \delta ^{t}*U_{t}}
{\displaystyle 0<\delta \leq 1}
{\displaystyle 0<\beta \leq 1}
где {\displaystyle \beta } - параметр смещения к настоящему

## Примеры смещения к настоящему
Примером смещения к настоящему, встречающемся в повседневной жизни, может служить решение начать бегать по утрам. Когда индивид планирует начать бегать завтра, то он сравнивает издержки на раннее пробуждение и физические усилия (например, 10 единиц полезности) с потенциальной пользой для здоровья в будущем (например, 30 единиц полезности)
Если предположить квазигиперболическую функцию дисконтирования с параметрами β = 0,5 и δ = 0,5, то полезность от решения начать бегать на момент принятия решения t = 0 имеет вид{\displaystyle U=\beta *(U_{1}*\delta +U_{2}*\delta ^{2})=0,5*(-10*0,5+30*0,5^{2})=1,25>0}
т.е. индивиду выгоднее начать бегать с точки зрения максимизации полезности
Однако, в момент времени t = 1, полезность от решения бегать примет вид
{\displaystyle U=U_{0}+\delta *\beta *U_{1}=-10+0,5*0,5*30=-2,5<0}
следовательно, индивиду выгоднее не начинать бегать.
Получается, что запланировав начать бегать завтра, индивид фактически не станет этого делать из-за неустойчивости его функции полезности во времени.